# 케인 리치몬드

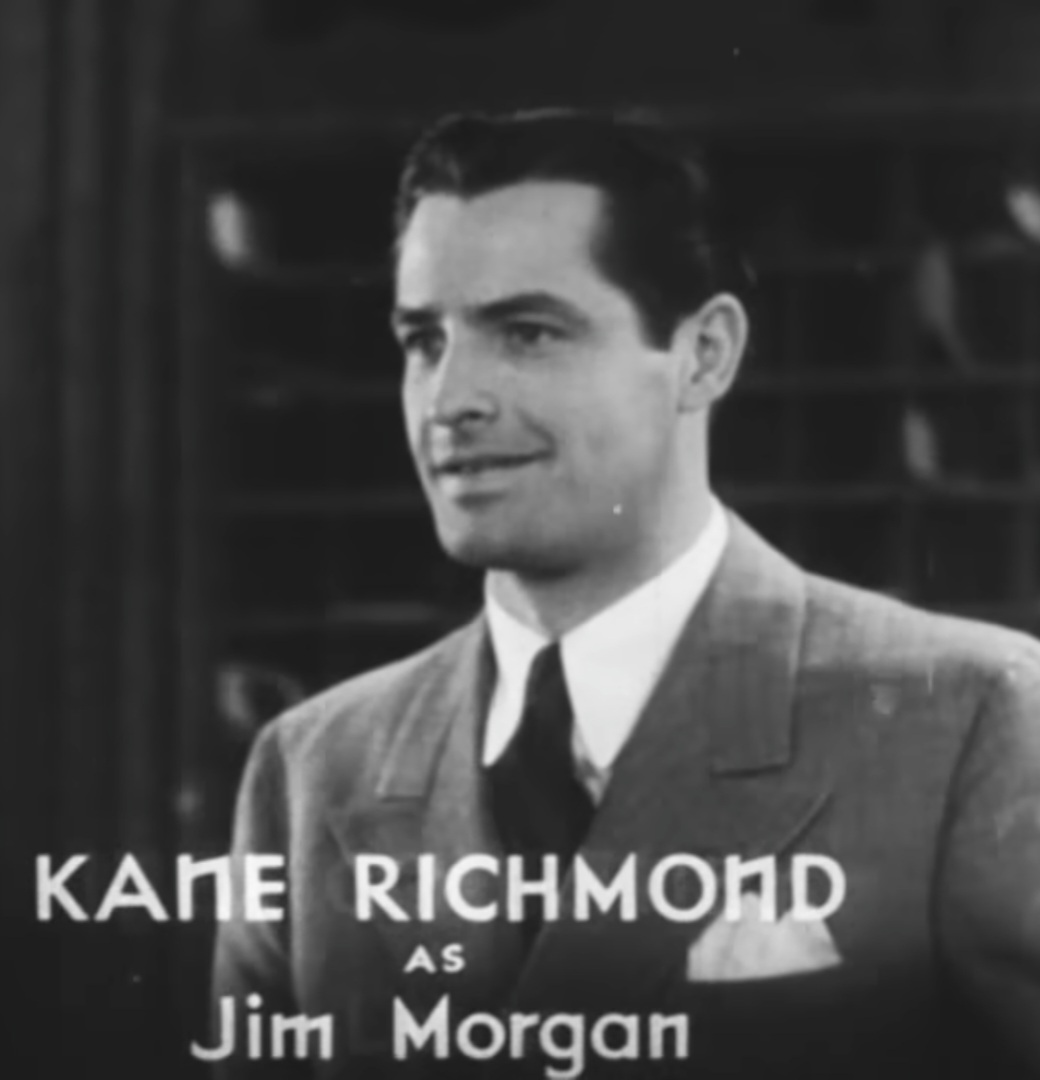

케인 리치몬드(Kane Richmond, 1906년 12월 23일 ~ 1973년 3월 22일)는 미국의 배우, 영화배우이다.
미니애폴리스에서 태어났다.

## 영화
- 검은 황금 (1947년)
- 비하인드 더 마스크 (1946년)
- 더 미싱 레이디 (1946년)
- 샤도우 리턴즈 (1946년)
- 프라이빗 넘버 (1936년)
- 서커스의 모녀 (1935년)
- 굿 뉴스 (1930년)